# Аксонлек
Аксонлек (тай.อักษรเลข , аксон — буква, лек — число) — тайская система цифровой тайнописи, при которой буквы заменяются цифрами. Возможно, имеет общие корни с бирманским цифровым шифром чейгэнан. Слово «аксонлек» применяется также для названия исторической должности секретаря губернатора, обратное слово «лекаксон» (тай.เลขอักษร) обозначает термин хронограмма.